# Flora Antarctica
Pour les articles homonymes, voir Flora et Antarctica.

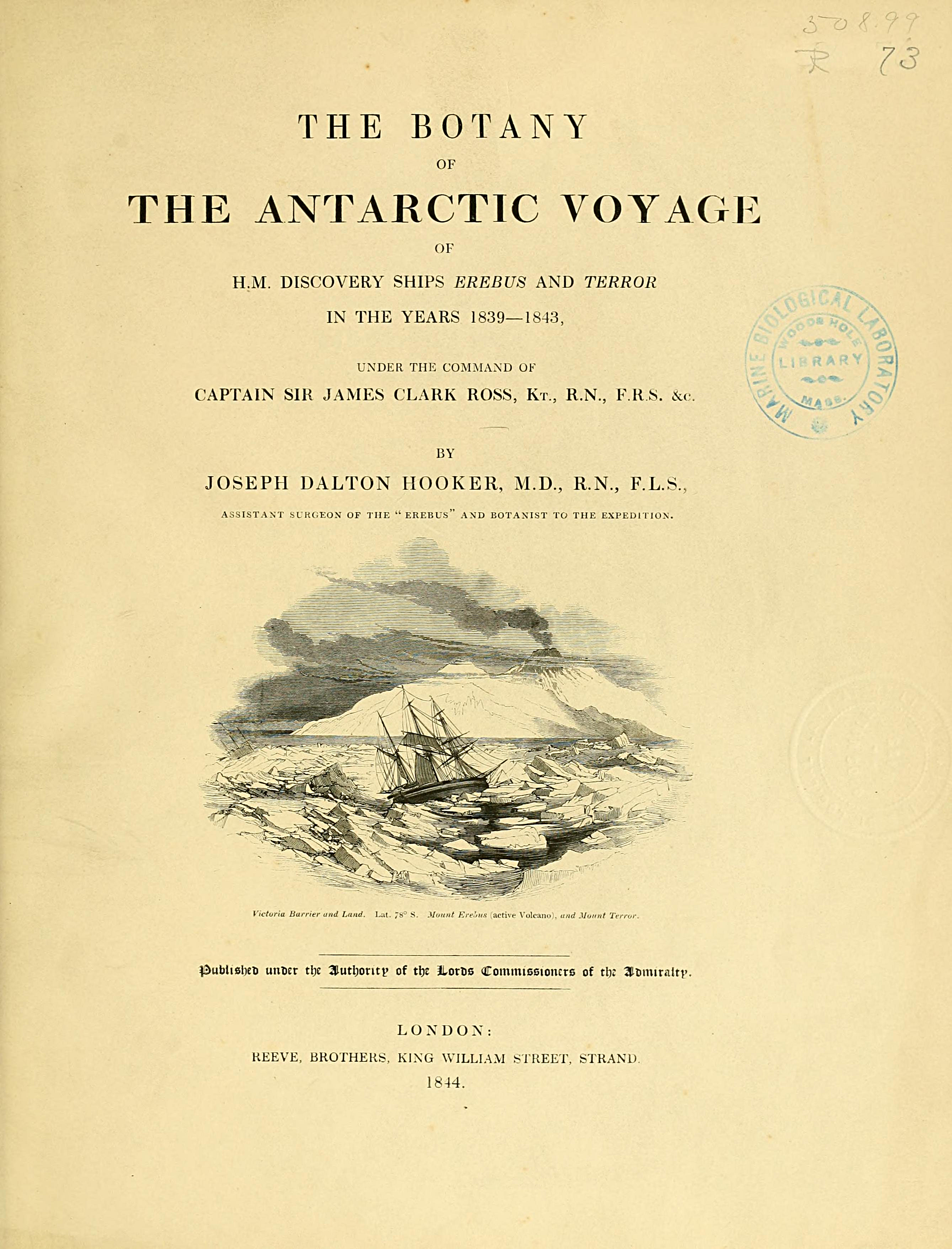
Page de garde de Flora Antarctica (1844–1846).

Flora Antarctica est un recueil des découvertes botaniques de l'expédition Erebus et Terror. Édité en quatre parties de 1843-1859 par Joseph Dalton Hooker, il totalise six volumes (les parties III et IV étant chacune en deux volumes) et couvre environ 3 000 espèces et contient 530 plaques représentant 1 095 des espèces décrites.
Il est illustré par Walter Hood Fitch.
Les parties sont :
- Partie I : Flora of Lord Auckland and Campbell's Islands (en) (1843-1845) sur les îles Campbell et les îles Auckland ;
- Partie II : Flora of Fuegia, the Falkland Islands, etc (en) (1845-1847) sur les îles Kerguelen et les îles Malouines ;
- Partie III : Flora Novae-Zelandiae (en) (1851-1853 en 2 volumes) sur la Nouvelle-Zélande ;
- Partie IV : Flora Tasmaniae (en) (1853-1859 en 2 volumes) sur la Tasmanie.

Hooker donne à Charles Darwin une copie de la première partie de son livre. Darwin le remercie et accepte en novembre 1845 que la distribution géographique des organismes soit « la clé qui ouvrira le mystère des espèces ».

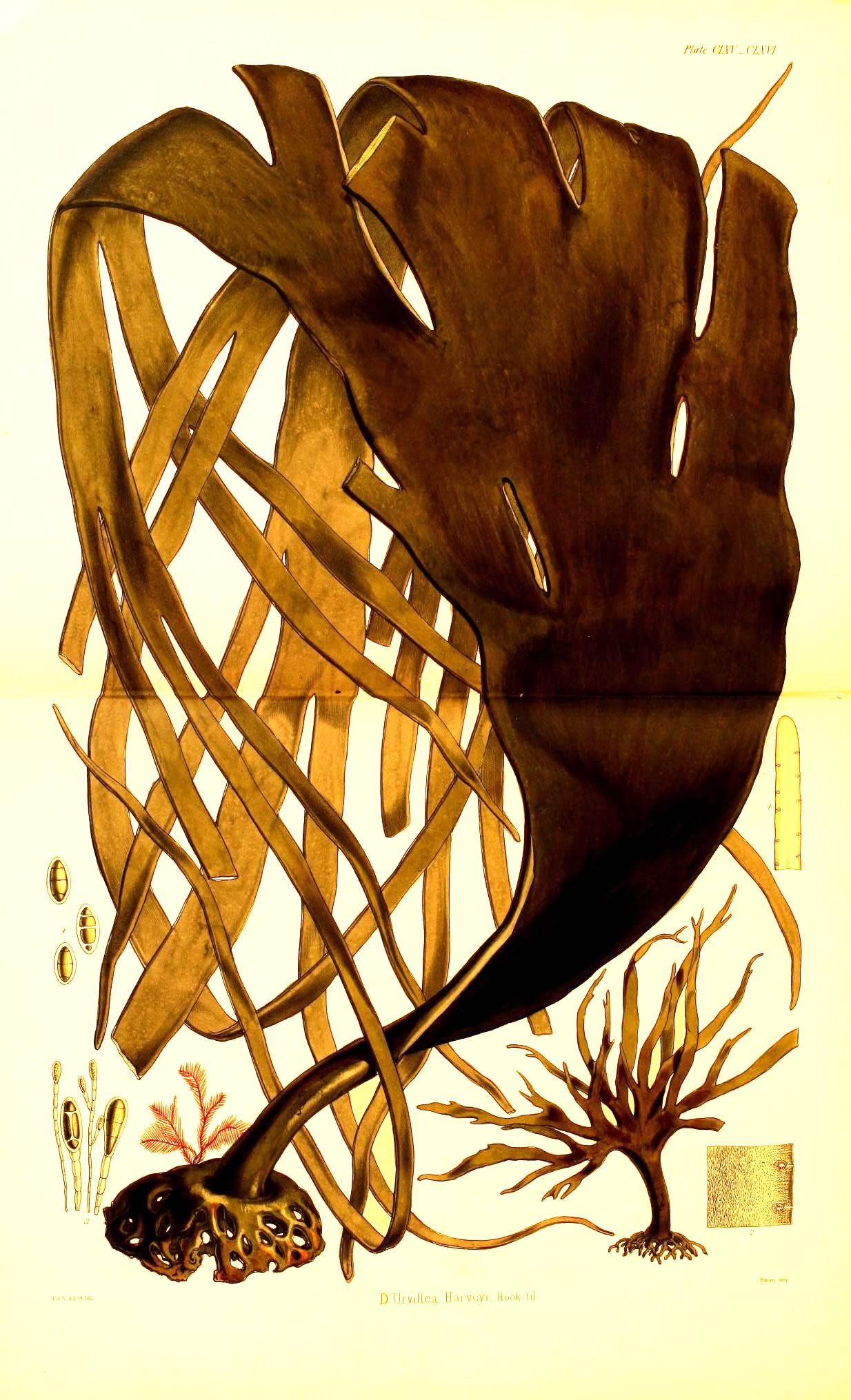
Durvillaea antarctica.
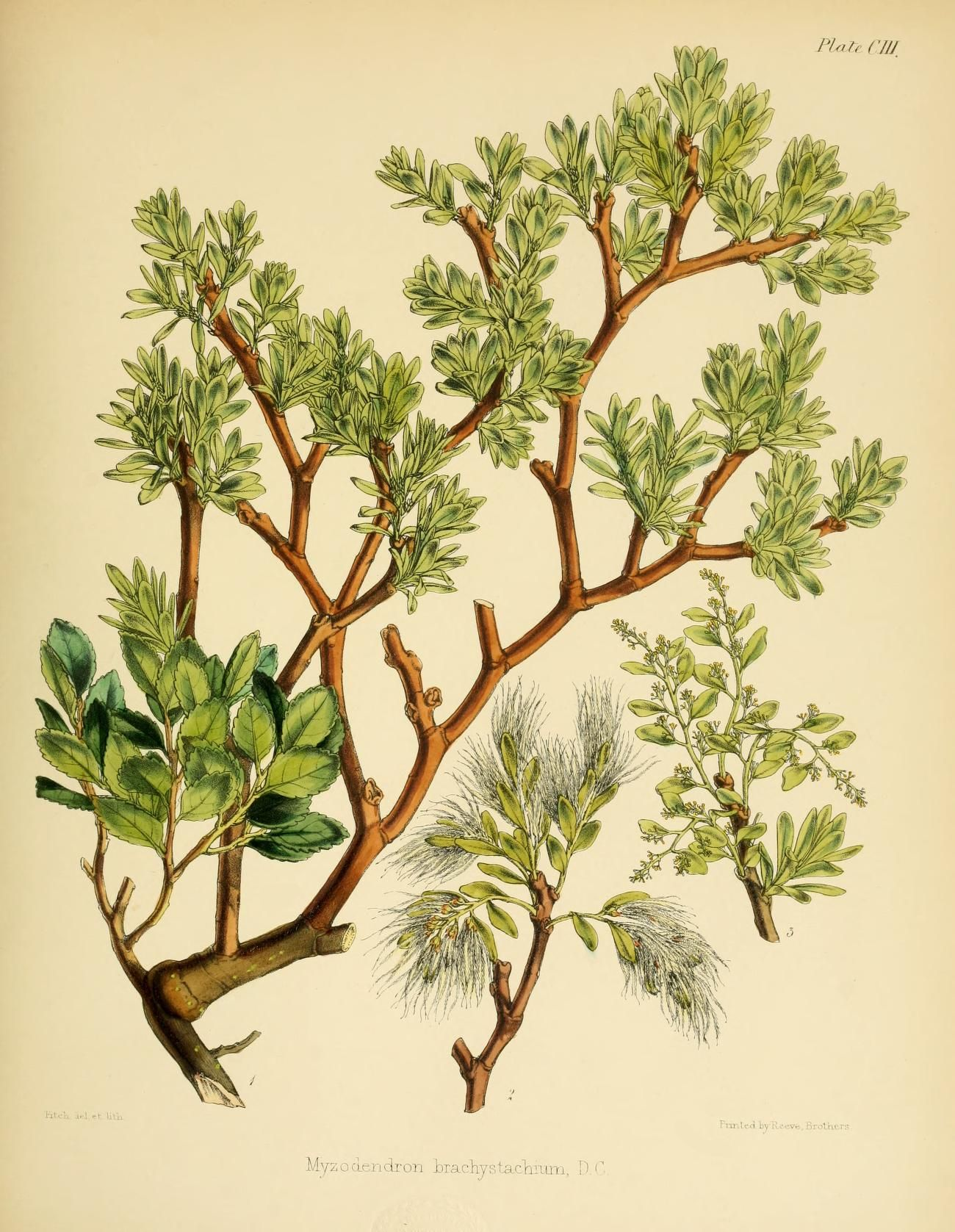
Misodendrum brachystachyum.
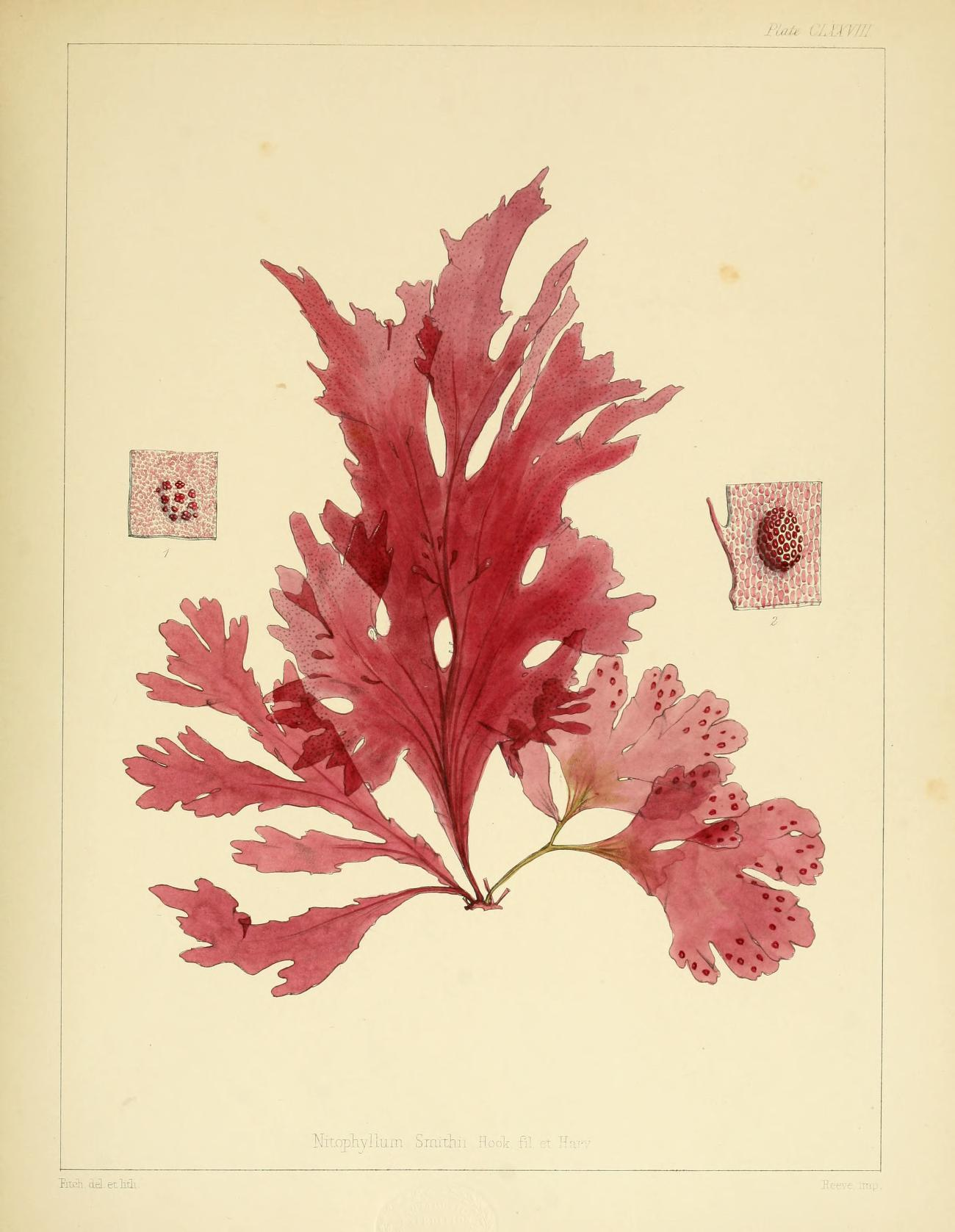
Myriogramme smithii.
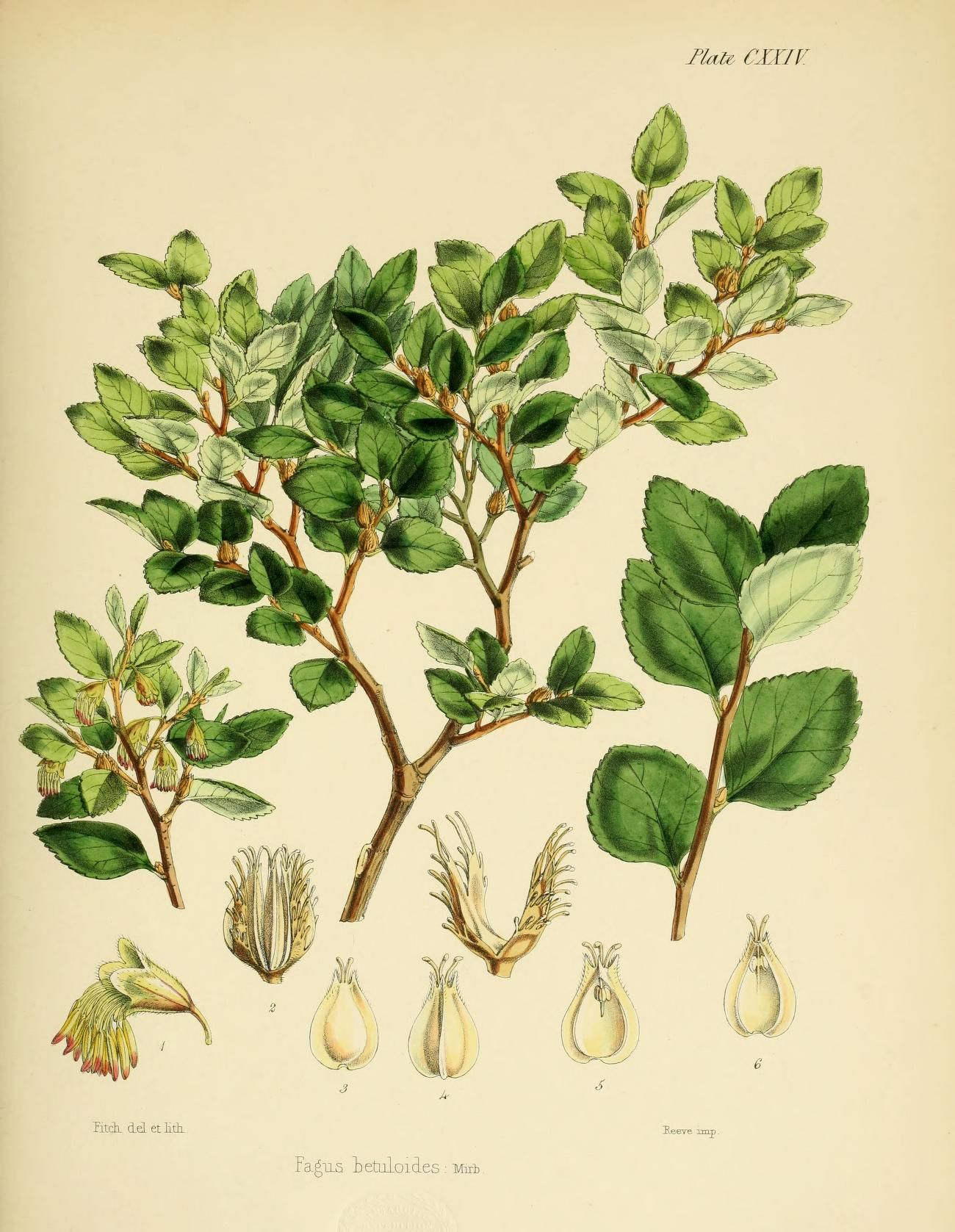
Nothofagus betuloides.